# ويس سيمز
ويس سيمز (بالإنجليزية: Wes Sims)‏ هو فنان قتال مختلط أمريكي، ولد في 12 أكتوبر 1979 في كليفلاند في الولايات المتحدة.

## وصلات خارجية
- ويس سيمز على موقع يو إف سي (الإنجليزية)
- ويس سيمز على موقع شيردوغ (الإنجليزية)
- ويس سيمز على موقع Tapology.com (الإنجليزية)
- ويس سيمز على موقع IMDb (الإنجليزية)
- ويس سيمز على موقع قاعدة بيانات الفيلم (الإنجليزية)